# Zodiomyia sumbaensis
Zodiomyia sumbaensis är en tvåvingeart som beskrevs av Camras 1957. Zodiomyia sumbaensis ingår i släktet Zodiomyia och familjen stekelflugor. Inga underarter finns listade i Catalogue of Life.